# Orthogonius kubani
Orthogonius kubani – gatunek chrząszcza z rodziny biegaczowatych i podrodziny Orthogoniinae.

## Taksonomia
Gatunek ten opisali w 2006 roku Ming-yi Tian oraz Thierry Deuve.

## Opis
Języczek o dwu szczecinkach na wierzchołku. Palpiger z bez szczecinek u podstawy. Warga górna proste na przedniej krawędzi. Parzyste  i nieparzyste międzyrzędy pokryw równej szerokości, gładkie. Bródka naga. Blaszka wierzchołkowa edeagusa tęga, o długości widocznie mniejszej niż dwukrotność szerokości. Środkowy płat edeagusa szeroki na wierzchołku w widoku grzbietowym. Czwarte człony tylnych stóp płytko obrzeżone na wierzchołku.

## Występowanie
Gatunek ten występuje w Tajlandii.